# Simon Quarterman

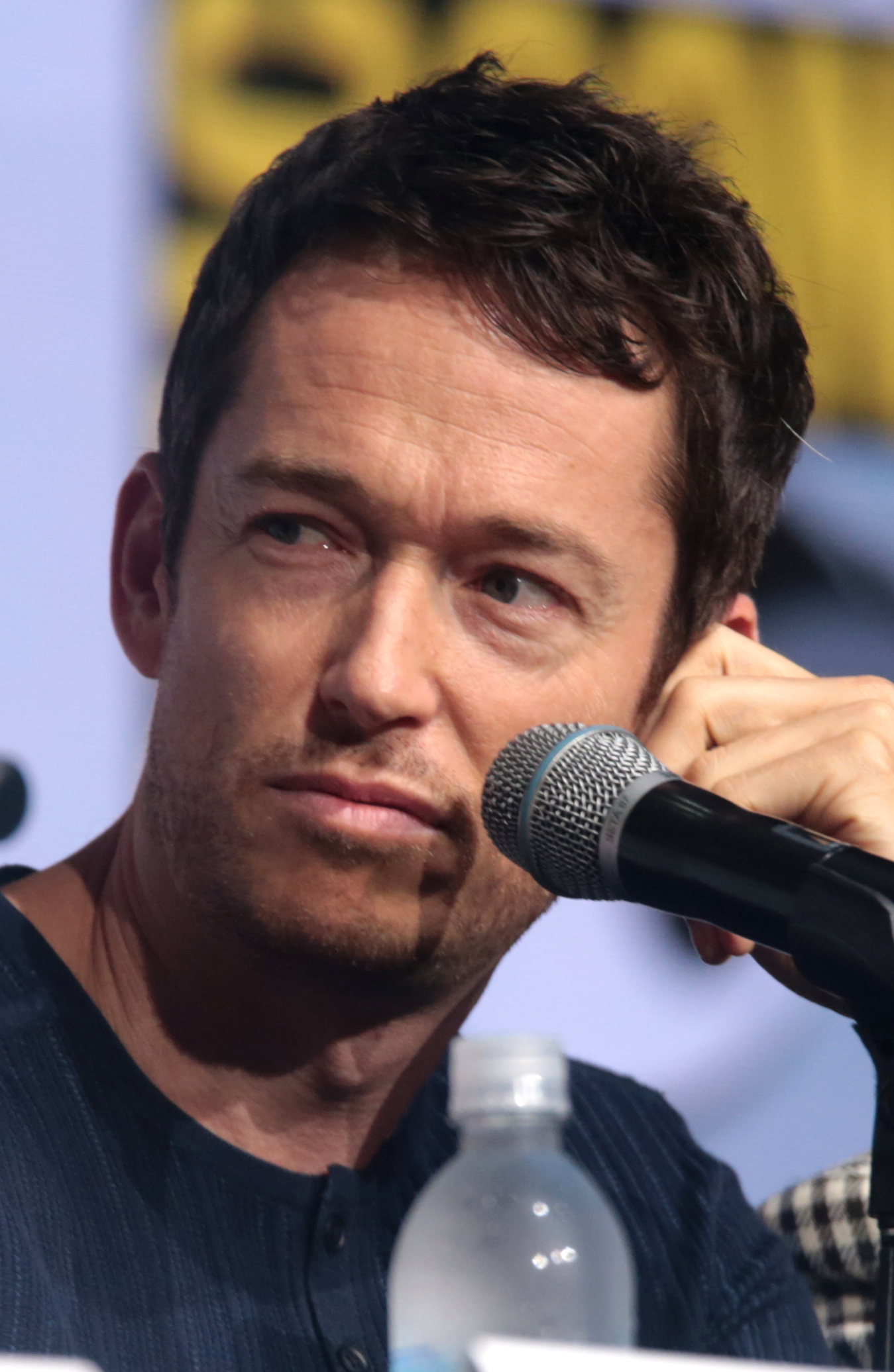
Simon Quarterman auf der San Diego Comic-Con International (2017)

Simon Quarterman (* 14. November 1977 in Norwich) ist ein britischer Schauspieler.

## Leben und Karriere
Simon Quarterman ist seit 1999 als Schauspieler aktiv. Zu seinen ersten Rolle gehörten die Auftritte in den Serie Holby City und Down to Earth. Nach weiteren Serienauftritten, darunter EastEnders und The Whistleblowers übernahm er 2008 als Ari in Scorpion King: Aufstieg eines Kriegers seine erste Filmrolle.
Weitere Filmrollen übernahm er etwa in Devil Inside und Wer – Das Biest in dir. Seit 2016 spielt er als Lee Sizemore eine Hauptrolle in der HBO-Serie Westworld.

## Filmografie (Auswahl)
- 1999–2006: Holby City (Fernsehserie, 3 Episoden)
- 2000: Down to Earth (Fernsehserie, 2 Episoden)
- 2001: Inspector Barnaby (Fernsehserie, Episode 4x03)
- 2001: Swallow (Fernsehserie, 2 Episoden)
- 2007: EastEnders (Fernsehserie, eine Episode)
- 2007: The Whistleblowers (Fernsehserie, Episode 1x06)
- 2008: Scorpion King: Aufstieg eines Kriegers (The Scorpion King: Rise of a Warrior)
- 2012: Devil Inside (The Devil Inside)
- 2013: Wer – Das Biest in dir (Wer)
- 2015: Stitchers (Fernsehserie, Episode 1x06)
- 2015: Estranged
- 2016–2020: Westworld (Fernsehserie)
- 2017: Negative
- 2021: Separation